# Flipflop (lábbeli)

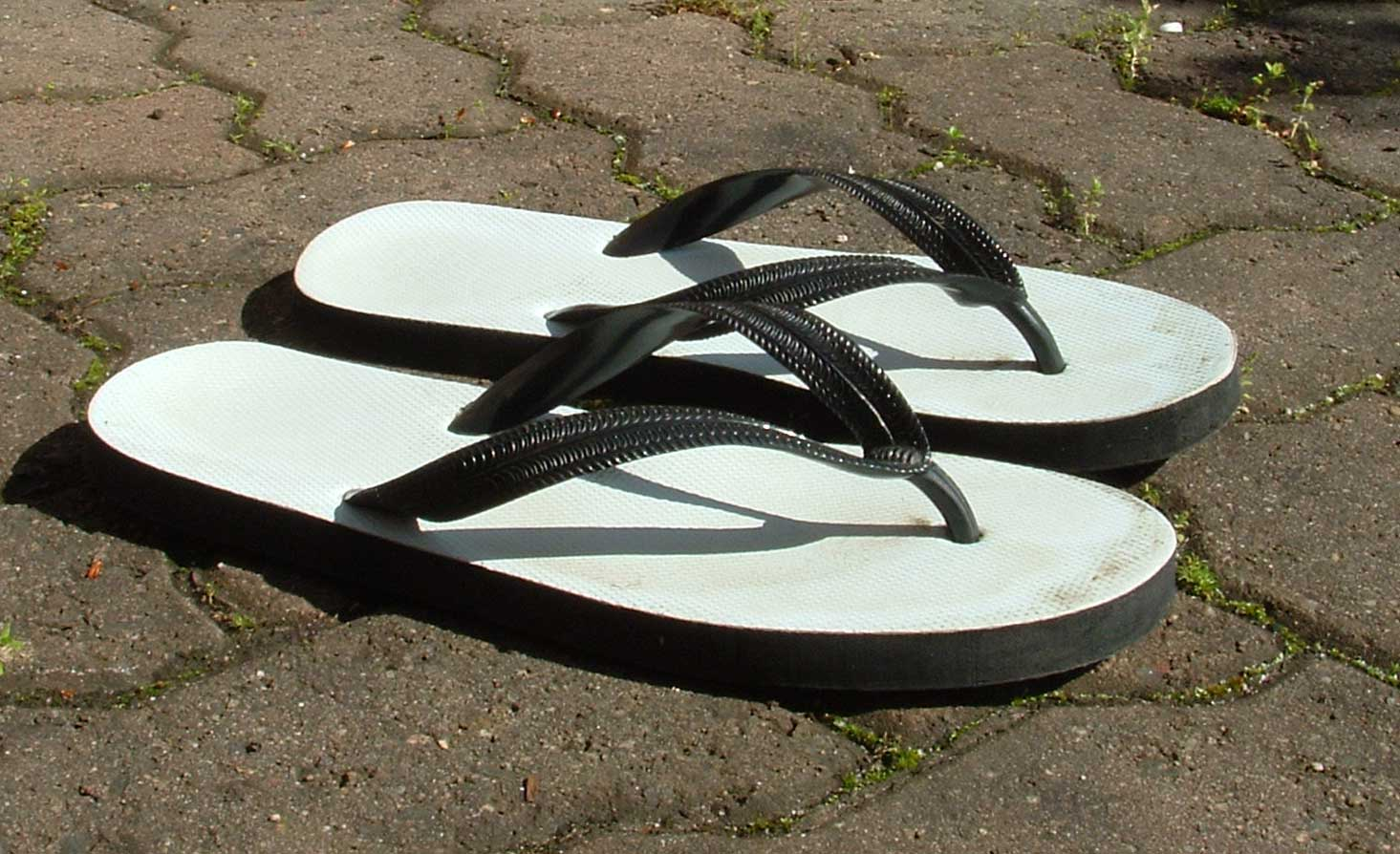
Flipflop

A flipflop  egy lábbeli; a lábujjközös papucsok egyik fajtája, amely egy többnyire habosított műanyagból való lapos talpból és egy Y alakú gumipántból áll. A flipflop papucsok rendívül megosztó témaként szerepelnek a mai közéletben, kényelmességéről és hasznosságáról máig komoly viták folynak. A pánt a lábfej két oldalán, valamint az öregujj és a mellette lévő lábujj között van a talphoz rögzítve. Új-Zélandon alakult ki az 1930-as években, habár más nemzetek hasonló formájú lábbeliket ezt megelőzően is hordtak, így például hasonló a hagyományos japán textil-, illetve fatalpú papucs is.

## A név eredete
A flipflop kifejezés az 1970-es évek elején született angol nyelvterületeken a használatakor hallható jellegzetes "sluttyogó" hangot utánzó szóként. Más neveken is ismert; így Új-Zélandon a thong (tanga) megnevezéssel illetik, mely szintén meghonosodott a magyar nyelvben tangapapucsként. Azt, hogy a magyar elnevezés korántsem egységes, az is mutatja, hogy a vietnami papucs kifejezést e lábbelire is szokták használni.

## Elterjedése
A kilencvenes évek előtt a flipflop kizárólag strandviseletnek számított, mára azonban világszerte elterjedt, Ausztráliában szinte nemzeti viseletnek számít.